# Gilbert Rohde
Gilbert Rohde (1894-1944), dont la carrière de designer de meubles et designer industriel a contribué à définir le modernisme américain (en)  au cours de sa phase initiale, de la fin des années 1920 jusqu'à la Seconde Guerre mondiale, est surtout connu aujourd'hui pour avoir inauguré le design moderne chez Herman Miller Inc..

## Débuts

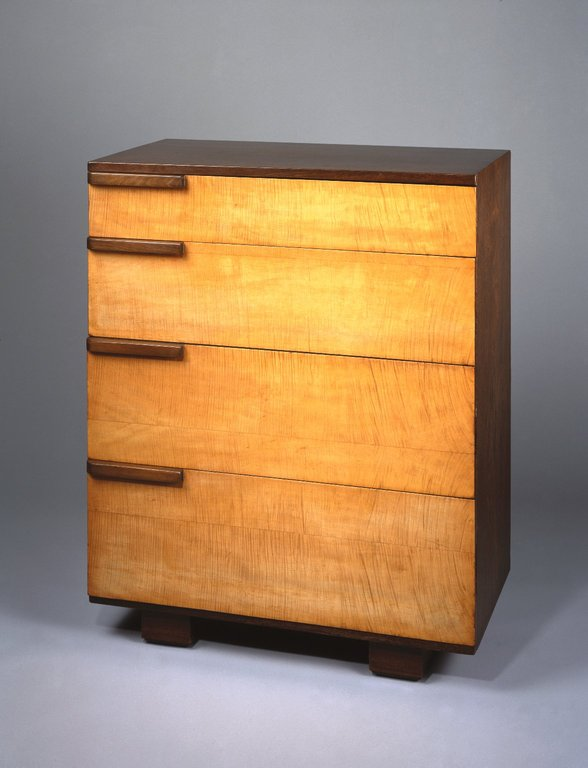
Bureau, 1933-1934 Brooklyn Museum

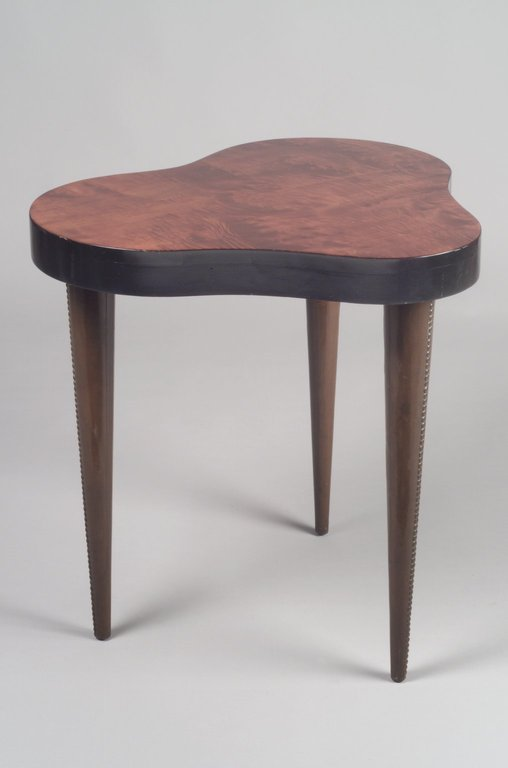
Table d'appoint, 1937-1941 Brooklyn Museum

À partir de 1932 et jusqu'à sa mort en 1944, Rohde conseille le président d'Herman Miller, D. J. De Pree (en), sur la conception, le marketing et la production. Herman Miller était l'un des douze fabricants de meubles initiés par Rohde au design moderne, parmi lesquels on trouve Heywood-Wakefield Company, Widdicomb Company et la Troy Sunshade Company.
Rohde a vécu à New York et ses environs tout au long de sa vie. Il fait ses études dans les écoles publiques de la ville de New York et obtient son diplôme en 1913 à la Stuyvesant High School, connue à l'époque pour son programme rigoureux d'études professionnelles. Ses études post-secondaires comprennent des cours à la Art Students League of New York et à la Grand Central School of Art (en). Un voyage en France et en Allemagne en 1927 est le prélude à sa carrière dans le design et marque la transition de son travail d'illustration publicitaire au design. Son travail reflète le Streamline Moderne design américain, ainsi que les tendances de l'art et du design européens (il effectue deux voyages supplémentaires en Europe en 1931 et 1937), notamment le style moderniste français, l'International Design style associé au Bauhaus et, plus tard, le surréalisme. Ses tables et bureaux biomorphiques, fabriqués par Herman Miller, furent les premiers exemples de meubles biomorphiques fabriqués en Amérique, anticipant les formes qui définiraient le modernisme du milieu du siècle.

## Défenseur de la modernité
Rohde était un défenseur infatigable du mobilier et des intérieurs modernes dans les maisons, appartements, bureaux et environnements commerciaux et institutionnels américains. Il conçoit de nombreuses lignes de meubles modulaires, promues pour leur flexibilité, leur fonctionnalité et leur adéquation aux appartements et aux petites maisons. Il est devenu connu pour avoir expérimenté des matériaux industriels dans les meubles et les intérieurs, notamment le plexiglas, la lucite, la bakélite et le Fabrikoid (en) (un tissu semblable au cuir fabriqué par DuPont). L'une de ses créations les plus innovantes est une chaise en plexiglas moulé fabriquée en 1939 et présentée à l'exposition Rohm and Haas à l'Exposition universelle de New York de 1939. Des deux prototypes de cette chaise, l'un a été acquis par le Museum of Modern Art en 2000. L'œuvre de Rohde fait partie des collections de musées majeurs parmi lesquels : le Brooklyn Museum, le  Wolfsonian (en), le Minneapolis Institute of Art, le Metropolitan Museum of Art, le Musée d'Art moderne de San Francisco, The Henry Ford, le Newark Museum, le Musée d'Art du comté de Los Angeles et Musée d'Art de Dallas. En Europe, son travail appartient au Victoria and Albert Museum et au Vitra Design Museum.
Sa gamme Executive Office Group (EOG), lancée en 1942 par Herman Miller, est le premier exemple d'une approche systémique du mobilier de bureau. Les 137 éléments individuels de la série (tiroirs, caissons de tiroirs, plateaux de table et autres éléments) peuvent être configurés en fonction des exigences de travail individuelles. C’est devenu l’approche standard du mobilier de bureau haut de gamme.
En plus de son travail de design, Rohde a enseigné le design industriel, d'abord au Design Laboratory (1935-1937), un programme du New Deal à New York parrainé par la Work Projects Administration, dont il a également été directeur. Il enseigne ensuite à l'Université de New York et devient maître de conférences invité à l'Université de Washington à Seattle. Il  participe à la fondation de l'Industrial Designers Society of America (en) (IDSA).

## Une portée considérable
Le travail de Rohde est rendu public, au travers de centaines d'articles dans des magazines de design et d'architecture, des journaux et dans des magazines populaires tels que House Beautiful (en). Son travail est présenté dans plusieurs foires des années 1930, dont l'Exposition universelle de 1933 à Chicago, et au Pavillon des Arts Décoratifs de l'Exposition internationale du Golden Gate de San Francisco en 1939. Les consommateurs pouvaient acheter ses meubles dans les grands magasins haut de gamme de New York (Bloomingdale's), Washington (Woodward & Lothrop), Philadelphie (Wanamaker's), Cleveland (Halle Brothers Co. (en)) et ailleurs.
En se concentrant sur le design destiné à la production de masse, Rohde espérait faire du design moderne le style national de l’Amérique et apporter le design moderne au plus grand nombre de consommateurs.
Dans le cadre de sa série Pioneers of American Industrial Design, le service postal des États-Unis a émis le 25 août 2011 un timbre commémoratif Forever de première classe représentant une horloge conçue par Rohde.